# Khuruushagy
Khuruushagy är en ort i Azerbajdzjan.   Den ligger i distriktet Yevlax Rayonu, i den centrala delen av landet, 240 km väster om huvudstaden Baku. Khuruushagy ligger 27 meter över havet och antalet invånare är 899.
Terrängen runt Khuruushagy är platt åt sydväst, men åt nordost är den kuperad. Runt Khuruushagy är det ganska glesbefolkat, med 43 invånare per kvadratkilometer.. Närmaste större samhälle är Mingelchaur, 5,8 km nordost om Khuruushagy. 
Trakten runt Khuruushagy består till största delen av jordbruksmark.